# Diocletianus
Gaius Valerius Aurelius Diocletianus (khoảng ngày 22 tháng 12 năm 244 – 3 tháng 12 năm 311), thường được gọi là Diocletianus, là Hoàng đế La Mã từ năm 284 cho đến năm 305.
Sinh ra trong một gia đình gốc Illyria có địa vị xã hội thấp ở tỉnh Dalmatia, ông đã thăng qua các cấp bậc của Quân đội La Mã để trở thành viên chỉ huy Kỵ binh của Hoàng đế Carus. Ông được xem là một chỉ huy quân đội có hoài bão lớn lao. Sau khi Carus và con là Numerian bị giết trong chiến dịch chống Đế quốc Ba Tư, Quân đội La Mã tôn Diocletianus làm Hoàng đế mới. Diocletianus đã củng cố ngôi Hoàng đế của mình bằng việc đánh bại một người con khác của Carus trong trận Margus. Với việc lên nắm Đế quyền, ông đã kết thúc cuộc khủng hoảng của Đế quốc La Mã vào thế kỷ thứ ba. Diocletianus đã bổ nhiệm bạn ông - Maximian Augustus làm đồng hoàng đế cấp cao vào năm 285. Vào Ngày 1 tháng 3 năm 293 ông lại phong tiếp Galerius và Constantius làm Caesar, đồng hoàng đế cấp dưới. Theo chính sách "Tứ đầu chế", mỗi hoàng đế sẽ cai trị một phần tư của đế quốc La Mã. Trong các chiến dịch chống lại các bộ tộc bên sông Danube và Sarmatia (285-90), những người Alamanni (288), và những người đoạt ngôi ở Ai Cập (297-98), Diocletianus bảo đảm được biên giới của đế chế và củng cố Đế quyền của ông. Vào năm 299, Diocletianus tiến hành các cuộc đàm phán với nhà Sassanid của Ba Tư - một kẻ thù lâu năm của đế quốc La Mã - và đạt được một nền hòa bình lâu dài và thuận lợi.
Diocletianus đã chia tách và mở rộng tổ chức dân sự và quân sự của đế chế và tổ chức lại các đơn vị tỉnh, thành phố trực thuộc Trung ương, của Đế chế, thành lập chính phủ lớn nhất và quan liêu nhất trong lịch sử của Đế quốc. Ông đã thiết lập các trung tâm hành chính mới ở Nicomedia, Mediolanum, Antioch, và Trier, gần đến biên giới của Đế chế hơn cố đô Roma. Để chấm dứt sự suy thoái của chính quyền La Mã, ông củng cố lại uy quyền tối thượng của Hoàng đế. Chế độ Quan liêu và quân sự tăng, các chiến dịch liên tục, và các dự án xây dựng làm tăng chi phí của nhà nước và đòi hỏi phải có một cuộc cải cách thuế toàn diện. Từ ít nhất năm 297, thuế của Hoàng đế đã được chuẩn hóa, công bằng hơn, và áp dụng ở mức thường cao hơn. Ngoài ra, cũng chính ông đã tiến hành cuộc bách hại giáo dân Ki-tô giáo hết sức tàn bạo sau năm 303, hạ sát biết bao nhiêu là người Ki-tô Giáo và hủy hoại rất nhiều Giáo đường.
Chính công cuộc cải cách lớn của ông đã dẫn đến sự hình thành của chế độ phong kiến châu Âu thời Trung Cổ. Không phải tất cả các kế hoạch của Diocletianus đã thành công: sắc lệnh về giá tối đa (301), nỗ lực của ông để kiềm chế lạm phát thông qua kiểm soát giá cả, là phản tác dụng và nhanh chóng bị loại bỏ. Bất chấp thành tựu khi ông cai trị, hệ thống tứ đầu chế của Diocletianus sụp đổ sau khi ông thoái vị dưới sự tranh chấp quyền lực triều đại của Maxentius và Constantinus I, con trai của Maximianus và Constantius. Nhưng, trong suốt 21 năm trị vì của mình, ông đã đưa Đế quốc La Mã thoát khỏi cuộc suy thoái.

## Thời niên thiếu

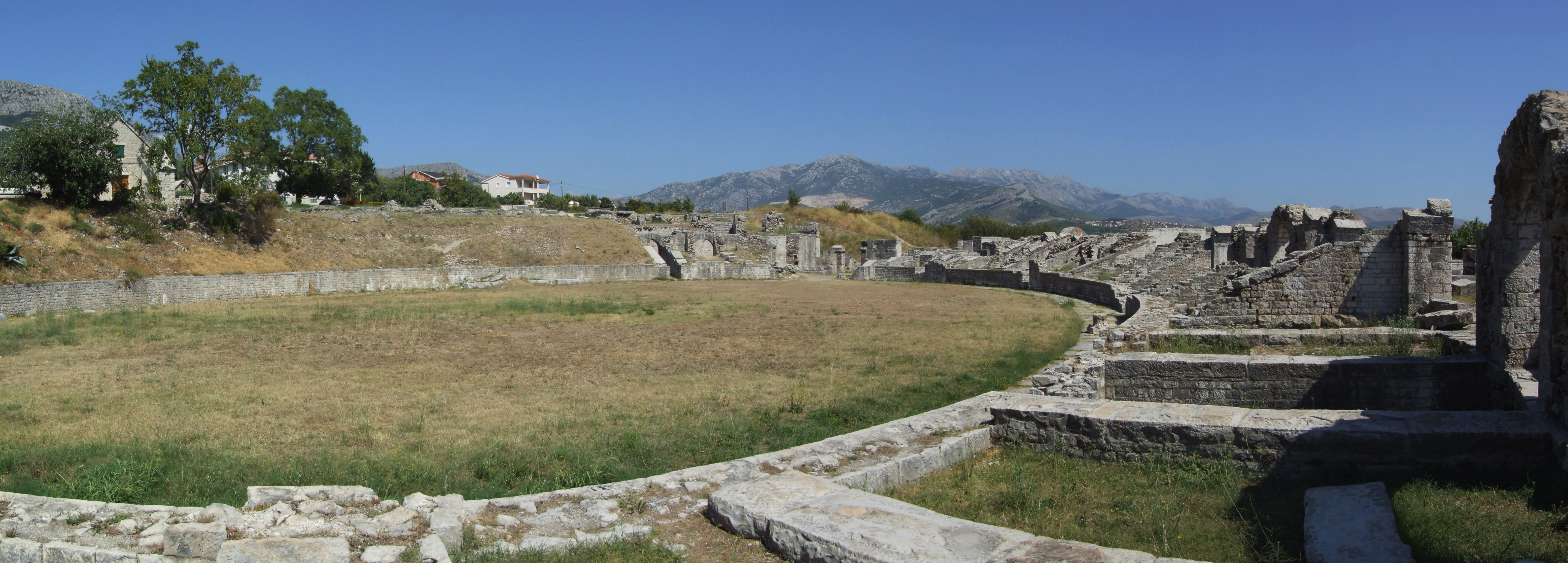
Toàn cảnh đài vòng ở Salona

Diocletianus có lẽ sinh ra gần Salona ở Dalmatia (Solin hiện nay của Croatia), trong khoảng thời gian năm 244, cha mẹ của ông đặt tên ông là Diocles, hoặc có thể là Diocles Valerius Nhà sử học hiện đại Timothy Barnes lấy ngày sinh nhật chính thức của ông, ngày 22 tháng 12,là ngày sinh thực tế của ông. Các nhà sử học khác không chắc chắn, của cha mẹ Diocles có địa vị thấp, và các học giả quan trọng của ông tuyên bố rằng cha của ông là một người ghi chép hoặc một nô lệ được giải phóng của nguyên lão Anullinus, hoặc thậm chí là Diocles là một nộ lệ được giải phóng. Bốn mươi năm đầu tiên của cuộc đời ông chủ yếu nằm trong bức màn bí mật biên niên sử Byzantine của Joannes Zonaras cho rằng ông là Dux Moesiae, một chỉ huy quân đội ở hạ lưu Danube. Nguồn thường không đáng tin cậy Historia Augusta cho rằng ông phục vụ ở Gaul, nhưng tài khoản này không phải được chứng thực bởi các nguồn khác và bị bỏ qua bởi các nhà sử học hiện đại của thời kỳ này.

### Cái chết của Numerianus
Sau khi Hoàng đế Carus qua đời, những người con trai không được lòng dân của ông Numerianus và Carinus lên kế vị làm Augusti mới. Carinus nhanh chóng tiến đến Rome từ Gaul và đến nơi vào tháng 1 năm 284. Numerianus vẫn tiếp tục lưu lại ở phía đông. Người La Mã đã rời đất Ba tư mà không bị kháng cự. Việc rút lui của người La Mã khỏi Ba Tư là có trật tự. Vua Sassanid Bahram II không bố trí bất kỳ đội quân nào chống lại họ, vì ông vẫn còn phải đấu tranh để thiết lập quyền lực của mình. Vào tháng 3 Năm 284 Numerianus đã tiến tới Emesa (Homs) ở Syria, Tiểu Á Ở Emesa ông dường như vẫn còn sống và có sức khỏe tốt: ông đã ban hành huấn lệnh chỉ còn tồn tại với tên của mình ở trong đó nhưng sau khi ông rời khỏi thành phố, bộ tham mưu của ông ta, bao gồm cả thái thú Aper, tuyên bố rằng ông bị viêm mắt. Ông di chuyển bằng xe ngựa che kín kể từ lúc đó. Khi quân đội đến Bithynia, một số những người lính đã ngửi thấy mùi phát ra từ xe ngựa  Họ mở màn cửa và bên trong họ tìm thấy Numerianus đã chết.
Aper chính thức tuyên bố về cái chết của hoàng đế ở Nicomedia (Izmit) trong tháng mười một. Các tướng của Numerianus và quan bảo dân triệu tập một hội đồng lựa chọn người thừa kế, và chọn Diocles làm Hoàng đế, bất chấp nỗ lực của Aper để thu hút sự ủng hộ . Vào ngày 20 tháng 11 năm 284, quân đội phía đông tụ tập trên một ngọn đồi 5 km (3.1 dặm) bên ngoài Nicomedia. Quân đội nhất trí ủng hộ Diocles là Augustus mới của họ, và ông được trao hoàng bào cho. Ông giơ cao thanh kiếm của mình ra trước ánh sáng mặt trời và đã thề một lời thề tuyên bố không dính đến cái chết của Numerianus. Ông khẳng định rằng Aper đã giết chết Numerianus và che giấu nó  Trước sự chứng kiến của quân đội, Diocles đã rút thanh kiếm của mình và giết chết Aper  Theo Augusta Historia, ông trích dẫn từ Virgil trong khi làm như vậy . Ngay sau khi chết Aper, Diocles thay đổi tên của mình theo tiếng Latinate là "Diocletianus", tên đầy đủ là Gaius Aurelius Valerius Diocletianus .

### Xung đột với Carinus

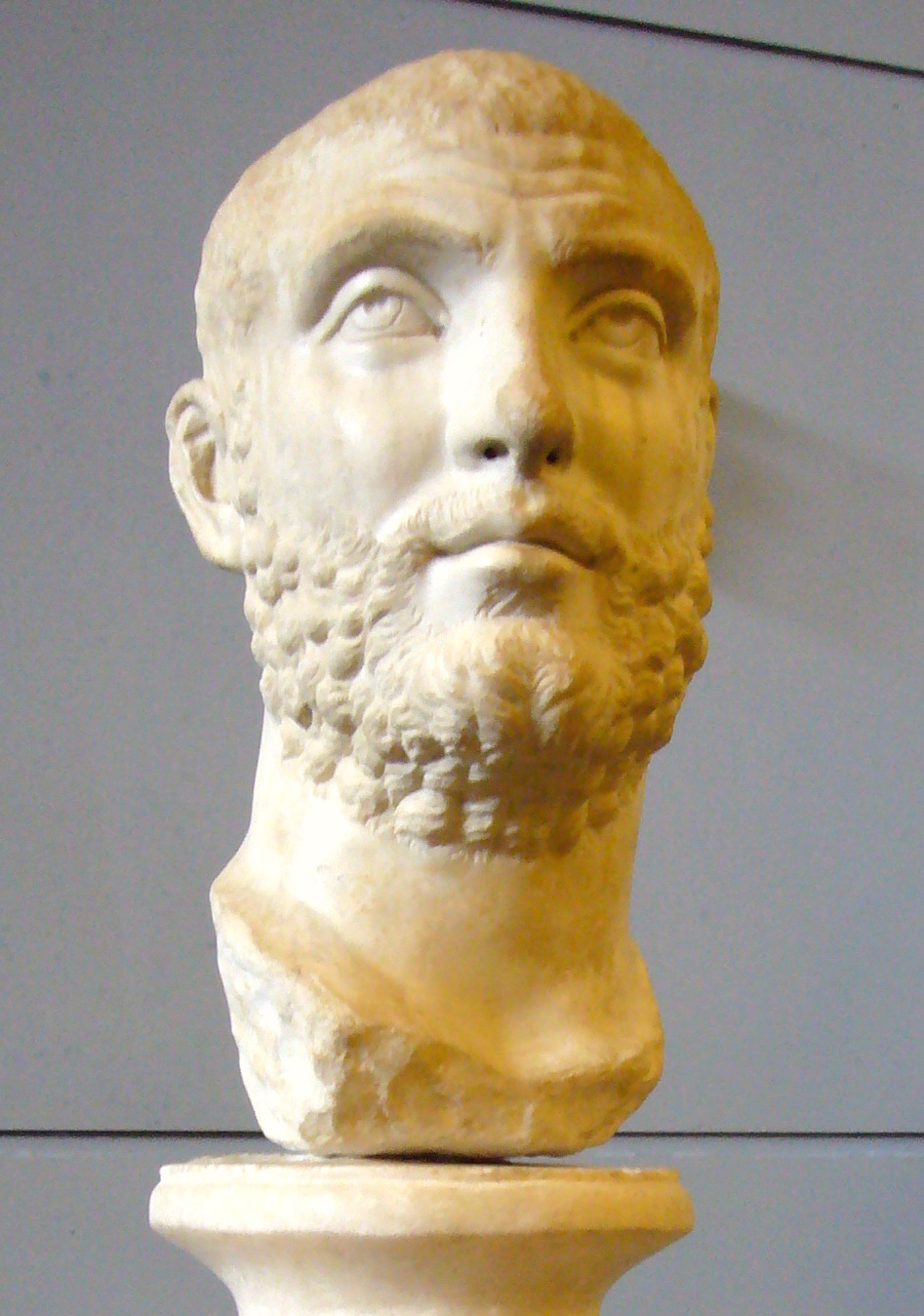
Tượng bán thân của Carinus tại Centrale Montemartini

Sau khi ông kế vị ngai vàng, Diocletianus và Lucius Caesonius Bassus  cùng nắm giữ chức chấp chính quan. Bassus là một thành viên của một gia đình nguyên lão ở Campania, một cựu chấp chính quan đồng thời là quan trấn thủ tỉnh châu Phi. Ông đã được lựa chọn bởi Probus vì sự xuất sắc của mình.. Ông là một người đàn ông có tài năng trong các lĩnh vực của chính quyền nơi Diocletianus, có lẽ, đã không có kinh nghiệm. Sự chọn lựa Bassus của Diocletianus làm chấp chính quan như là biểu tượng sự chối bỏ của mình đối với chính quyền của Carinus tại Rome.
Diocletianus không phải là thách thức duy nhất với sự cai trị của Carinus: kẻ cướp ngôi M. Aurelius Julianus, nắm quyền kiểm soát ở miền bắc Ý và Pannonia sau khi Diocletianus kế vị  Julianus đúc tiền kim loại từ kho bạc tại Siscia (Sisak, Croatia)tuyên bố mình là Hoàng đế và sự tự do đầy hứa hẹn. Đó là lý do công khai tốt cho Diocletianus, và nó hỗ cho sự miêu tả về Carinus của ông như là một bạo chúa tàn bạo và áp bức. Tuy nhiên, lực lượng của Julianus vốn đã yếu, và đã tan tác khi quân đội của Carinus di chuyển từ Anh đến phía bắc Ý. Là vị nguyên thủ của toàn bộ miền Đông, Diocletianus rõ ràng là mối đe dọa lớn hơn  Trong mùa đông năm 284-85, Diocletianus tiến về phía tây qua vùng Balkans. Vào mùa xuân, khoảng thời gian trước khi kết thúc tháng 5, quân đội của ông đã gặp quân của Carinus đang vượt qua sông Margus(Đại Morava) ở Moesia. Theo nguồn hiện đại,vị trí này nằm giữa Mons Aureus (Seone, phía tây của Smederevo) và Viminacium, gần Belgrade ngày nay, Serbia .
Mặc dù có quân đội hùng mạnh hơn, Carinus đã giữ vị trí yếu hơn. Sự cai trị của ông đã không được lòng dân, và sau đó bị cáo buộc rằng ông đã ngược đãi viện nguyên lão và quyến rũ vợ của tướng lĩnh dưới quyền mình . Đó có thể là Flavius Constantius, thống đốc Dalmatia và hợp tác với Diocletianus nhằm bảo vệ gia đình, đã đào ngũ tới chỗ Diocletian vào đầu mùa xuân Khi trận Margus bắt đầu,thái thú của Carinus, Aristobulus cũng đào ngũ. Trong lúc diễn ra trận chiến, Carinus đã bị giết bởi người của mình. Sau chiến thắng của Diocletianus, cả quân đội phía Tây và phía đông hoan nghênh ông là Augustus . Diocletianus đã đòi hỏi một lời thề trung thành từ quân đội bị đánh bại và rời khỏi Ý.

## Thời kì cai trị đầu
Diocletianus có thể đã tham gia trận chiến chống lại người Quadi và Marcomanni ngay lập tức sau trận Margus. Cuối cùng, ông đã đến miền Bắc nước Ý và thành lập một chính phủ đế quốc, nhưng không rõ là lúc nào ông đã đến thăm thành phố Rome vào thời điểm này Có những đồng tiền đương đại được ban hành gợi ý một buổi lễ đón chào hoàng đế adventus (đến) thành phố, Nhưng một số nhà sử học hiện đại cho rằng Diocletianus tránh thành phố, và rằng ông đã làm như vậy trên nguyên nguyên tắc, là thành phố và viện nguyên lão của nó không còn vai trò chính trị liên quan đến công việc của Đế chế. Diocletianus xác định ngày tháng triều đại của mình từ thời điểm ông được tuyên bố là hoàng đế bởi quân đội, không phải ngày ông được phê chuẩn bởi viện nguyên lão noi theo tiền lệ được tạo ra bởi Carus, người đã tuyên bố sự phê chuẩn của viện nguyên lão là một hình thức vô dụng  Nếu Diocletian bao giờ tiến vào Rome ngay sau khi ông kế vị, ông đã không ở lại lâu dài. ông được chứng thực có mặt ở khu vực Balkan vào ngày 2 tháng 11, năm 285, trong chiến dịch chống lại người Sarmatia 
Diocletian thay thế thái thú của Rome bằng người đồng nghiệp chấp chính quan Bassus của mình. Hầu hết các quan chức đã từng phục vụ dưới thời Carinus, tuy vậy vẫn được giữ nguyên các chức vụ của họ dưới thời Diocletianus
Diocletianus đã không giết chết hoặc hạ bệ kẻ phản bội Carinus, viên praefectus praetorio và chấp chính quan Aristobulus và sau đó phong ông ta làm quan trấn thủ châu Phi và thăng chức cho ông ta lên chức thái thú thành thị. Và những người khác, những người được giữ lại chức của họ có thể cũng đã phản bội Carinus 

### Phong Maximianus làm đồng hoàng đế

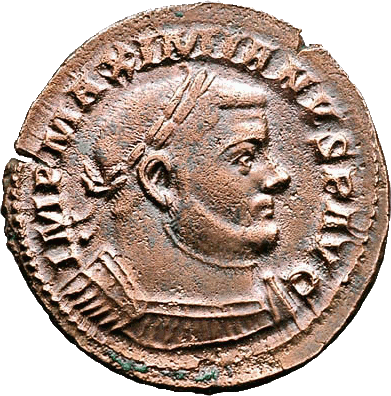
Sự trung thành nhất quán của Maximianus với Diocletianus đã chứng minh một thành phần quan trọng trong những thành công ban đầu của chế độ "Tứ đầu chế".

Lịch sử gian đoạn gần thời điểm này đã chứng minh rằng một vị quốc trưởng độc tôn là nguy hiểm cho sự ổn định của đế quốc. Các vụ ám sát Aurelianus (trị vì 270-75) và Probus làm chứng cho sự thật đó. Xung đột sục sôi trong tất cả các tỉnh của đế quốc, từ Gaul tới Syria, Ai Cập tới hạ lưu Danube. Tất cả là quá nhiều để cho một người duy nhất có thể kiểm soát được, và Diocletianus cần một người giúp ông Vào một thời điểm trong năm 285, ở Mediolanum (Milan, Ý),  Diocletianus phong cho cấp dưới của mình Maximianus lên làm Caesar, biến ông ta thành đồng hoàng đế.
Khái niệm về hai vị quốc trưởng cùng cai trị thì không có gì mới đối với đế chế La Mã. Augustus, hoàng đế đầu tiên (r. 27 TCN-14SCN), đã chia sẻ quyền lực với những đồng sự của mình, và chế độ đồng hoàng đế cũng đã tồn tại từ thời Marcus Aurelius (r. 161-80) . Gần đây nhất, hoàng đế Carus và con trai của ông đã cai trị với nhau, mặc dù không thành công. Diocletianus đã ở một hoàn cảnh không yên tâm hơn so với hầu hết những người tiền nhiệm của ông, vì ông có một người con gái, Valeria, nhưng không có con trai. Người cùng cai trị với ông đến từ bên ngoài gia đình của ông. Do đó Ông ta có thể không dễ đáng tin cậy 
Mối quan hệ giữa Diocletianus và Maximianus đã nhanh chóng được diễn tả bằng những thuật ngữ tôn giáo. Khoảng năm 287 Diocletianus lấy danh hiệu Iovius, và Maximianus lấy danh hiệu Herculius  Những tước hiệuề này có thể có nghĩa là nhằm để truyền đạt một số đặc điểm của các vị nguyên thủ liên quan tới chúng; Diocletianus, được ví như thần Jupiter, sẽ đảm nhận vai trò cai trị với việc lập kế hoạch và chỉ huy; Maximianus, được ví như thần Hercules, sẽ hành động như vị anh hùng của thần Jupiter Về ý nghĩa tôn giáo của chúng, các vị hoàng đế không phải là những "vị thần" như truyền thống của giáo phái tôn thờ hoàng đế mặc dù họ có thể có được ca ngợi như vậy trong các bài văn tụng hoàng đế. Thay vào đó, họ được xem là đại diện của thần, thực ý muốn của họ trên trái đất  Sau khi lên ngôi, Maximianus đã được phái đi đàn áp cuộc nổi dậy Bagaudae ở Gaul còn Diocletianus quay trở lại phía Đông.

### Cuộc chiến với người Sarmatia và Ba Tư
Diocletianus đã tiến về phía đông một cách từ từ. Vào ngày 2 tháng 11, ông mới chỉ đến Citivas Iovia (Botivo, gần Ptuj, Slovenia). Trong khu vực Balkans, vào mùa thu năm 285, ông đã bắt gặp một bộ tộc người Sarmatia yêu cầu sự hỗ trợ từ Hoàng đế. Người Sarmatia cầu xin Diocletianus có thể giúp họ khôi phục lại đất đai của họ bị mất hoặc cấp cho họ quyền được chăn thả gia súc của họ trong đế quốc. Diocletianus đã từ chối và đã giao chiến với họ, nhưng không thể đảm bảo một thắng lợi hoàn toàn. Mối đe dọa của những cư dân du mục du tới từ thảo nguyên châu Âu vẫn còn, và không thể giải quyết bằng một cuộc chiến tranh duy nhất, người Sarmatians sẽ sớm chiến đấu một lần nữa  Ông đã trú đông ở Nicomedia  Có thể đã có một cuộc nổi dậy ở các tỉnh phía đông tại thời điểm này, bởi vì Diocletianus đã đưa những người định cư từ châu Á đến cư trú ở những vùng đất nông nghiệp bỏ hoang thuộc Thrace. Ông đã viếng thăm xứ Judea mùa xuân năm sau.  Ông có thể đã trở lại Nicomedia vào mùa đông. Sự có mặt của Diocletianus ở phía Đông đã cho thấy sự thành công về mặt ngoại giao trong cuộc xung đột với Ba Tư:. Trong năm 287, Bahram II tặng ông những món quà quý giá, tuyên bố tình bạn với Đế chế, và mời Diocletianus đến thăm ông  Các nguồn La Mã nhấn mạnh rằng hành động trên là hoàn toàn tự nguyện 
Khoảng thời gian này, có lẽ năm 287, Ba Tư từ bỏ yêu cầu quyền lợi đối với Armenia và đã công nhận chủ quyền của La Mã đối với vùng lãnh thổ phía tây và phía nam của sông Tigris. Phần phía tây của Armenia đã được sáp nhập vào đế quốc và trở thành một tỉnh. Tiridates III, thành viên nhà Arsaces của Armenia vốn có quyền kế vị ngai vàng và là chư hầu La Mã, đã bị tước mất quyền kế vị và buộc phải sống lưu vong ở bên trong đế quốc sau cuộc chinh phục của Ba Tư năm 252 / 3. Năm 287, ông ta trở về để đòi lại nửa phía đông vùng đất của tổ tiên mình. Ông đã không gặp phải sự phản đối Những món quà tặng của Bahram II đã được công nhận rộng rãi là biểu tượng của một chiến thắng trong cuộc xung đột đang diễn ra với Ba Tư, Diocletianus được ca ngợi là "người sáng lập của nền hòa bình vĩnh cửu". Những sự kiện ấy có thể được cho là một kết thúc chính thức cho chiến dịch phía đông của Carus, có lẽ đã kết thúc mà không có một nền hòa bình được công nhận Vào lúc kết thúc các cuộc tranh luận với người Ba Tư, Diocletianus đã tổ chức lại biên giới Lưỡng Hà và tăng cường củng cố thành phố Circesium (Buseire. Syria) bên sông Euphrates.

### Maximianus trở thành Augustus
Chiến dịch của Maximianus đã không tiến hành một cách trôi chảy. Cuộc nổi dậy Bagaudae đã dễ dàng bị dập tắt, nhưng Carausius, người mà ông giao cho phụ trách hoạt động chống cướp biển Saxon và Frank ở bờ biển Saxon, đã bắt đầu chiếm lấy chiến lợi phẩm bị tịch thu từ những tên cướp biển riêng cho mình. Maximianus đã ban lệnh hành quyết người cấp dưới hay ăn cắp vặt của mình. Carausius chạy trốn khỏi Lục địa, tự xưng là Augustus, và kích động Anh cùng Tây Bắc Gaul tiến hành nổi dậy chống lại Maximianus và Diocletianus  Được Thúc đẩy bởi cuộc khủng hoảng này, ngày 01 tháng tư, năm 286, Maximianus đã tự xưng là Augustus. Chức tước của Maximianus là không bình thường ở chỗ Diocletianus đã không thể có mặt để chứng kiến sự kiện này. Thậm chí còn có giả thuyết cho rằng Maximianus đã chiếm đoạt danh hiệu, và sau đó được Diocletianus công nhận với hy vọng tránh cuộc nội chiến Giả thuyết này đã không được ưa chuộng, vì nó là rõ ràng rằng Diocletianus đã cho Maximianus được phép hành động với một số quyền hạn độc lập nhất định 

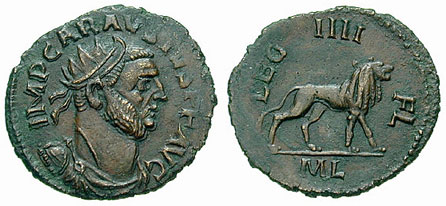
Carausius tiếm vị xưng đế ở tỉnh Britannia. Hầu hết các bằng chứng về triều đại của Carausius xuất phát từ tiền xu vốn có chất lượng tốt của ông.

Maximianus nhận ra rằng ông có thể không ngay lập tức ngăn chặn viên chỉ huy lừa đảo, và như vậy, toàn bộ mùa chiến dịch năm 287, thay vào đó ông tiến hành chiến dịch chống lại các bộ lạc bên kia sông Rhine. Mùa xuân năm sau, khi Maximianus chuẩn bị một hạm đội cho một cuộc viễn chinh chống lại Carausius, Diocletianus quay trở về từ phía Đông để gặp Maximianus. Hai vị hoàng đế đã nhất trí về một chiến dịch chung chống lại người Alamanni. Diocletianus xâm lược Germania từ vùng Raetia trong khi Maximianus tiến hành từ Mainz. Mỗi vị hoàng đế thiêu cháy ruộng đồng và các nguồn cung cấp thực phẩm ở những nơi khi họ đi qua, phá hủy nguồn nuôi sống chính của người Đức . Hai người đã thêm vung đất này vào lãnh thổ đế quốc và cho phép Maximianus tiếp tục chuẩn bị chống lại Carausius mà không bị xáo trộn gì nữa  Trên đường quay trở về phía Đông, Diocletianus đã cố gắng những gì có thể là một chiến dịch nhanh chóng chống lại người Sarmatia lại nổi lên. Không có chi tiết nào còn sót lại, nhưng những chữ khắc còn sót lại chỉ ra rằng Diocletianus đã lấy tiêu đề Sarmaticus Maximus sau năm 289.
Ở phương Đông, Diocletianus đã tiến hành đàm phán với các bộ lạc sa mạc ở khu vực giữa Rome và Ba Tư. Ông có thể đã cố gắng để thuyết phục bản thân họ trở thành đồng minh với Roma, hoặc chỉ đơn giản là cố gắng làm giảm tần suất các cuộc xâm nhập của họ . Không có ghi chép chi tiết nào còn sót lại về những sự kiện này một số ông hoàng của các nước này đã là các vị vua chư hầu của Ba Tư;.một thực tế đáng lo ngại làm gia tăng những căng thẳng ngày càng tăng với vương quốc đối địch này ở phía Tây, Maximianus đã mất hạm đội được xây dựng vào năm 288 và 289, có thể là vào đầu những năm mùa xuân của năm 290. Diocletianus đã kết thúc chuyến kinh lý của các tỉnh Đông ngay sau đó. Ông trở lại phía Tây với sự vội vàng, tới Emesa vào ngày 10 tháng năm, năm 290,, và Sirmium trên sông Danube vào ngày 1 tháng 7 năm 290 
Diocletianus đã gặp Maximianus ở Meidolanium vào mùa đông năm 290-91, hoặc vào cuối tháng 12 năm 290 hoặc tháng 1 năm 291. Cuộc gặp mặt được diễn ra theo chiều hướng hào nhoáng long trọng. Hai vị Hoàng đế đã dành hầu hết thời gian của họ xuất hiện công khai. Người ta đã phỏng đoán rằng các nghi lễ đã được sắp xếp để chứng minh hỗ trợ tiếp tục của Diocletianus đối với người đồng cấp yếu thế của mình. Một đại biểu của Viện Nguyên lão La Mã yết kiến hai Hoàng đế, nối lại sự tiếp xúc không mấy thường xuyên của viện này với Vương triều. Quyết định dời đô từ Roma về Meidolanium càng thêm hạ thấp niềm tự hào của thủ đô. Nhưng từ lâu người La Mã đã có truyền thống chỉ đặt Roma làm thủ đô nghi lễ, còn đế đô thực thụ của đế quốc thì được định đoạt bởi nhu cầu phòng vệ. Trước Diocletianus đã lâu, Gallienus (trị vì 253–268) đã đóng đại bản doanh ở Meidolanium. Nếu bài tán tụng kế vị buổi nghi lễ này ngụ ý rằng Roma không thực sự là trung tâm của đế quốc, nhưng là nơi Hoàng đế ngự ("...thủ đô của Đế quốc nằm ở đây, nơi hai Hoàng đế họp bàn"), nó chẳng qua là âm vang của câu nói của sử gia Herodian hồi đầu thế kỷ 3: "Roma là nơi có Hoàng đế". Trong buổi họp mặt, có lẽ hai Hoàng đế đã ra các quyết sách về chính trị và chiến tranh, nhưng chúng được giữ bí mất. Các Hoàng đế không họp mặt nữa cho đến năm 303.

## Tứ đầu chế

### Thiết lập chế độ tứ đầu chế

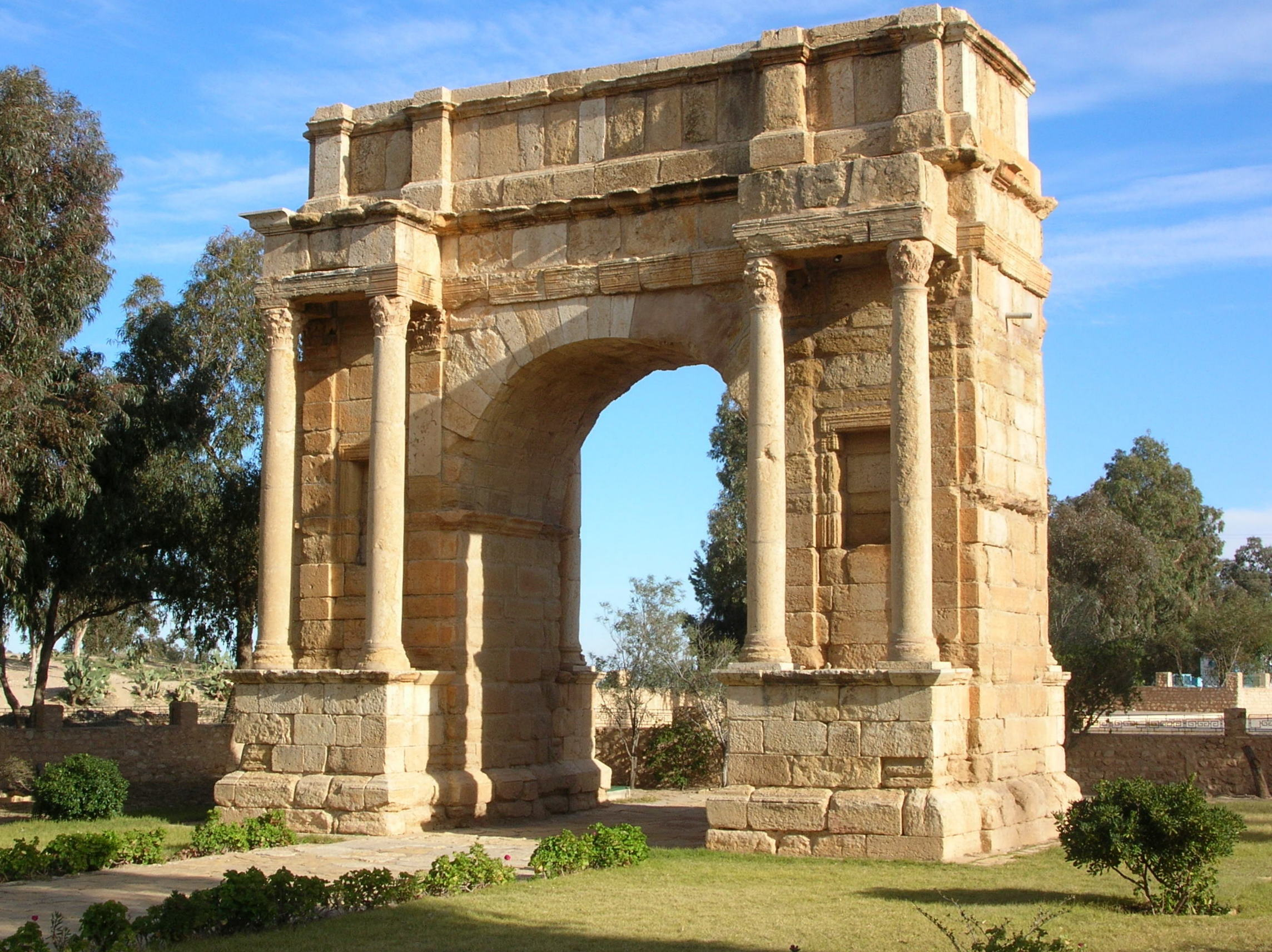
Khải hoàn môn của chính quyền Tứ đầu chế, Sbeitla, Tunisia

Một thời gian sau khi trở về, và trước năm 293, Diocletianus đã chuyển giao quyền chỉ huy cuộc chiến chống lại Carausius từ Maximianus tới tay Flavius Constantius. Constantius là một cựu thống đốc Dalmatia và một người có nhiều kinh nghiệm quân sự bắt đầu từ các chiến dịch của Aurelian chống lại Zenobia (272-73). Ông là praefectus praetorio của Maximian ở Gaul, và chồng của con gái Maximianus, Theodora. Vào ngày 1 tháng 3 năm 293 ở Milan, Maximian phong cho Constantius tước hiệu Caesar  Trong mùa xuân của năm 293, có thể ở Philippopolis (Plovdiv, Bulgaria) hoặc Sirmium, Diocletianus sẽ làm như vậy cho Galerius, chồng của Valeria, con gái Diocletianus, và có lẽ cũng là  praefectus praetorio của Diocletianus  Constantius được giao xứ Gaul và Anh. Galerius được giao Syria, Palestine, Ai Cập, và chịu trách nhiệm cho các vùng biên giới phía đông 
Sự sắp xếp này được gọi là Tứ đầu chế (Tetrarchy), từ một thuật ngữ tiếng Hy Lạp có nghĩa là "chính quyền của bộ tứ". Các vị hoàng đế Tetrarchy đã có nhiều hơn hoặc ít chủ quyền hơn trong vùng đất riêng của mình, và họ di chuyển cùng với các triều đình hoàng gia của họ, các quan chức hành chính, thư ký, và quân đội. Họ đã được gắn kết với nhau bởi máu và hôn nhân, Diocletianus và Maximian tự gọi nhau là anh em. Các đồng-hoàng đế cấp cao này đã chính thức chấp nhận Galerius và Constantius là con trai họ trong năm 293. Những mối quan hệ này ngụ ý một dòng dõi kế vị liên tiếp. Galerius và Constantius sẽ trở thành Augusti sau khi Diocletian và Maximian thoái vị. Con trai của Maximianus, Maxentius và con trai của Constantius Constantinus sau đó sẽ trở thành Caesar. Để chuẩn bị cho vai trò tương lai của họ, Constantinus và Maxentius được đưa đến triều đình của Diocletianus ở Nicomedia.

### Xung đột ở Balkan và Ai Cập

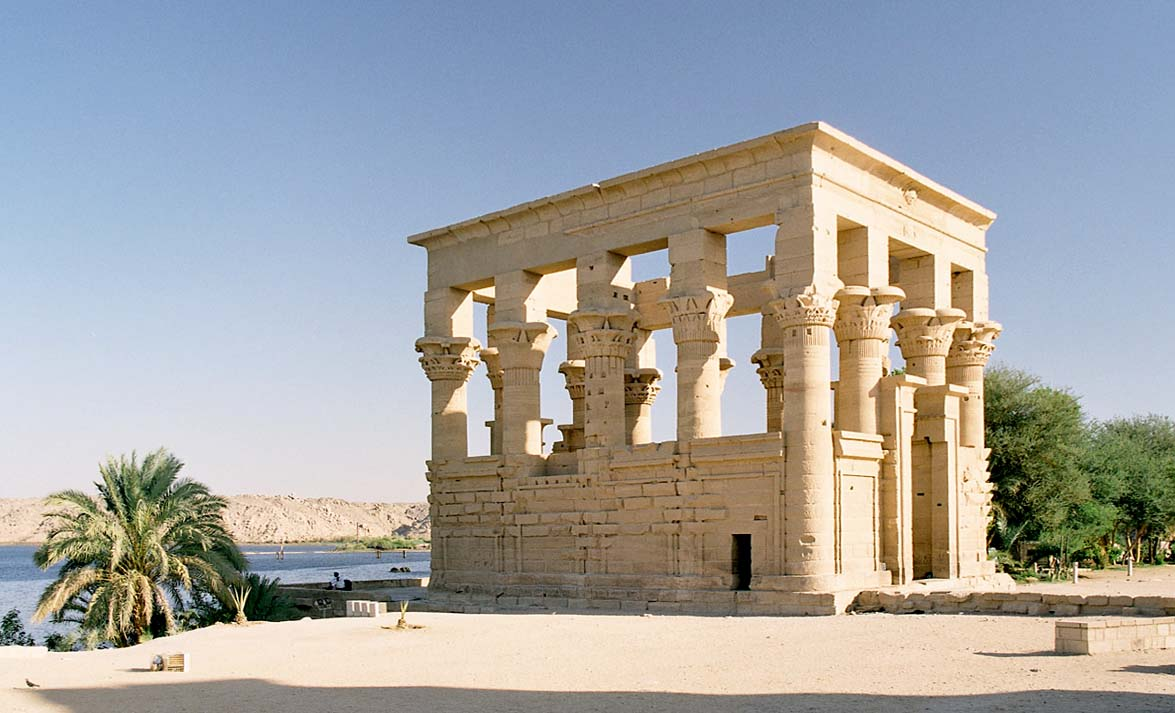
Một ngôi đền của Traianus trên đảo Philae, biên giới mới được thiết lập giữa Nobatae, Blemmyes và tỉnh Ai Cập thuộc La Mã

Diocletianus đã dành mùa xuân của năm 293 để du hành với Galerius từ Sirmium (Sremska Mitrovica, Serbia) tới Byzantium (Istanbul, Thổ Nhĩ Kỳ). Diocletianus sau đó trở lại Sirmium, nơi ông sẽ lưu lại trong mùa đông và mùa xuân tiếp theo. Ông tiếp đó tiến hành chiến dịch chống lại người Sarmatia một lần nữa vào năm 294, có thể là vào mùa thu, và giành được một chiến thắng trước họ. Thất bại của người Sarmatia giúp bảo vệ các tỉnh Danube khỏi họ trong một thời gian dài. Trong khi đó, Diocletianus xây dựng các pháo đài ở phía bắc của sông Donau, tại Aquincum (Budapest, Hungary), Bononia (Vidin, Bulgaria), Ulcisia Vetera, Castra Florentium, Intercisa (Dunaujvaros, Hungary), và Onagrinum (Begeč, Serbia). Các pháo đài mới trở thành một phần của một phòng tuyến mới được gọi là Ripa Sarmatica Vào năm 295 và 296, Diocletianus lại tiếp tục tiến hành chiến dịch trong khu vực một lần nữa, và giành được một chiến thắng trước người Carpi vào mùa hè năm 296 Sau đó, trong các năm 299 và 302, khi Diocletianus đang cư trú ở phí Đông, Galerius phát huy chiến dịch và giành thắng lợi trên sông Donau.
Trong khi đó,Galerius, lại đang bận rộn với những xung đột ở Thượng Ai Cập trong giai đoạn từ năm 291 đến 293, ở đó ông đã đàn áp một cuộc bạo loạn trong khu vực  Ông sẽ trở về Syria vào năm 295 để chống lại đế chế Ba Tư. Những nỗ lực của Diocletianus để đưa hệ thống thuế của Ai Cập vào khuôn khổ và phù hợp với tiêu chuẩn đế quốc đã khuấy động sự bất mãn, và một cuộc nổi dậy đã quét qua khu vực sau khi Galerius khởi hành. Kẻ tiếm vị L. Domitius Domitianus tự mình tuyên bố là Augustus trong tháng Bảy hoặc tháng 8 năm 297. Phần lớn của Ai Cập, bao gồm Alexandria, đã công nhận sự cai trị của ông ta. Diocletianus ngay sau đó tiến sang Ai Cập để ngăn chặn ông ta, đầu tiên ông đánh bại phiến quân ở Thebaid vào mùa thu năm 297  sau đó ông quay ra bao vây Alexandria. Domitianus qua đời trong tháng 12 năm 297, vào thời gian này Diocletianus đã giành được quyền kiểm soát đối với vùng nông thôn Ai Cập. Alexandria, mà đã được tổ chức phòng thủ dưới quyền cựu corrector của Diocletianus, Aurelius Achilleus, đã có thể cầm cự được một thời gian, có thể đến tháng 3 năm 298 
Các vấn đề liên quan đến bộ máy quan liêu đã được hoàn thành trong thời gian Diocletian lưu lại:: một cuộc điều tra dân số đã được tiến hành, và Alexandria, bị trừng phạt vì cuộc nổi loạn của nó, bị bãi bỏ quyền đúc tiền một cách độc lập. Những cải cách của Diocletianus trong khu vực, kết hợp với những cải cách của Septimus Severus, đã đưa việc quản lý chính quyền ở Ai Cập tới gần hơn với các tiêu chuẩn La Mã.. Diocletianus sau đó đi về phía Nam dọc theo sông Nile vào mùa hè năm sau, tại đó ông đến thăm Oxyrhynchus và Elephantine  Ở Nubia, ông đã giảng hòa với các bộ lạc Nobatae và Blemmye. Theo các điều khoản của hiệp ước hòa bình, biên giới của Rome di chuyển về phía bắc đến Philae và hai bộ tộc đã nhận được một lượng vàng nhất định hàng năm. Diocletianus nhanh chóng rời khỏi châu Phi sau hiệp ước này, ông rời Thượng Ai Cập vào tháng 9 năm 298 và tới Syria vào tháng 2 năm 299. Ông sau đó đã tụ họp với Galerius ở vùng Lưỡng Hà..

### Chiến tranh với Ba Tư

#### Xâm lược và đáp trả

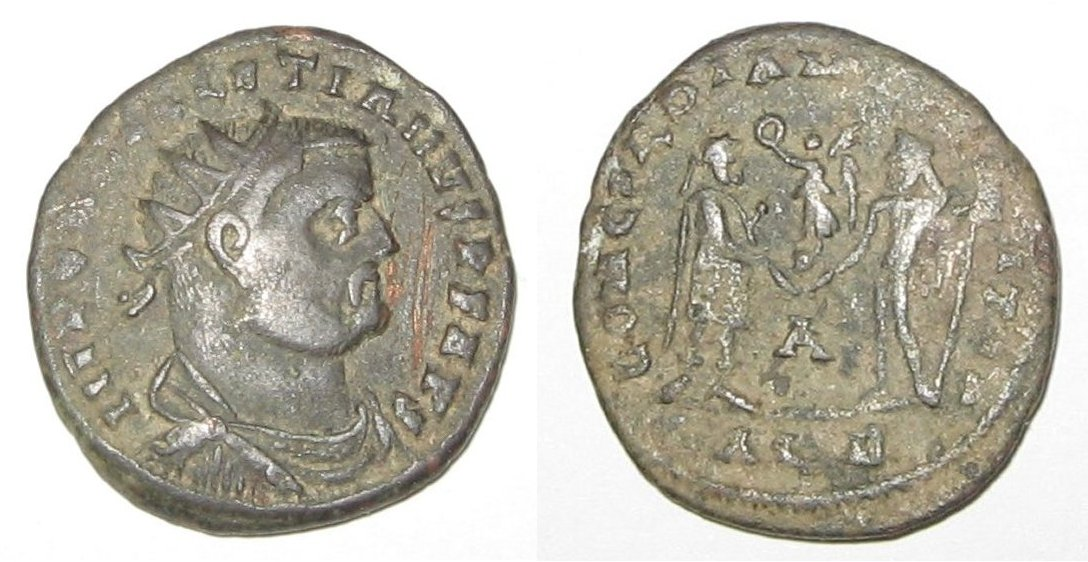
Đồng xu có hình Diocletian được phát hành bởi quân đội

Năm 294, Narseh, một người con trai của Shapur, đã tiến hành cướp ngôi vua ở Ba Tư. Narseh đã lật đổ Bahram III, một thanh niên trẻ được tôn lên làm vua trong sự náo loạn sau cái chết của Bahram II vào năm 293  Đầu năm 294, Narseh đã gửi tặng Diocletian những món quà theo phong tục giữa hai đế quốc, và Diocletian đáp lại bằng một cuộc trao đổi sứ thần.
Narseh sau đó tuyên chiến với Rome vào năm 295 hay 296. Đầu tiên, Ông đã xâm lược miền Tây Armenia, nơi ông đã chiếm lấy các vùng đất được giao cho Tiridates theo hiệp ước hòa bình vào năm 287. Narseh sau đó tiến quân về phía nam vào vùng Mesopotamia của La Mã năm 297, nơi ông đã đánh bại Galerius trong vùng đất giữa Carrhae (Harran, Thổ Nhĩ Kỳ) và Callinicum (Ar-Raqqah, Syria)  Diocletianus có thể hoặc không có mặt trong trận đánh này, nhưng ông đã nhanh chóng tự mình rũ bỏ tất cả trách nhiệm. Trong một buổi lễ kỉ niệm công khai tại Antioch, những sự kiện này đã được thuật lại một cách rõ ràng: Galerius phải chịu trách nhiệm cho thất bại, còn Diocletianus thì không. Diocletianus đã công khai làm nhục Galerius, buộc ông ta phải đi bộ một dặm ở đầu của đoàn diễu hành hoàng gia, và vẫn mặc bộ áo choàng màu tím của Hoàng đế

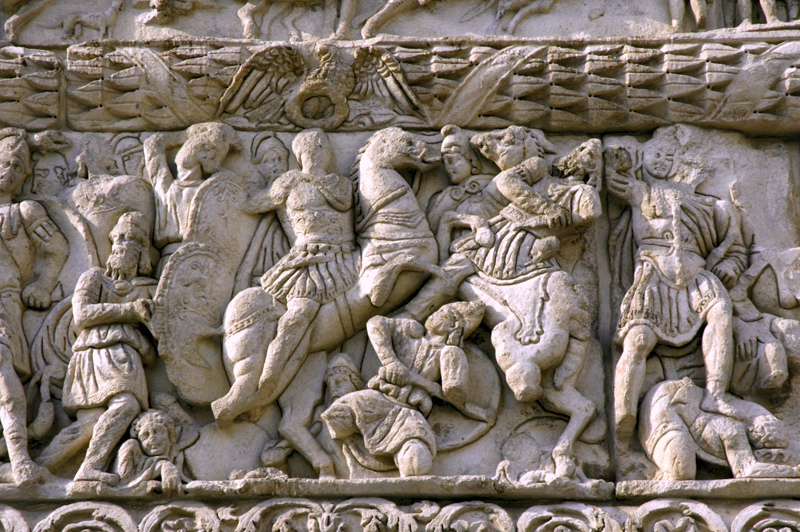
Cảnh Galerius tấn công Narseh trên Khải hoàn môn của Galerius tại Thessaloniki, Hy Lạp

Galerius đã được tăng viện bằng một đội quân mới được thu thập từ khu vực Danube của đế chế có lẽ vào mùa xuân của năm 298 Narseh đã không tiến quân từ Armenia và Mesopotamia, và đã cho phép Galerius có thể chỉ huy một cuộc tấn công trong năm 298 với một cuộc tấn công vào phía bắc Mesopotamia thông qua Armenia.Cũng chưa rõ ràng rằng liệu Diocletianus đã có mặt để tham gia chiến dịch này, hay là ông có thể đã trở về Ai Cập hoặc Syria Narseh đã rút quân về Armenia để đương đầu với quân đội của Galerius, nhưng bất lợi cho Narseh đó là địa hình gồ ghề của Armenia lại thuận lợi cho bộ binh la Mã, và gây bất lợi cho kỵ binh Sassanid. Trong cả hai trận đánh,, Galerius đều giành được những chiến thắng lớn trước Narseh. Trong lần giao tranh thứ hai, quân La Mã đã chiếm giữ được trại của Narseh, ngân khố của ông ta, hậu cung và vợ của ông ta. Galerius tiếp tục tiến quân xuôi theo sông Tigris, và đã chiếm được kinh đô Ctesiphon của Ba Tư trước khi trở về lãnh thổ La Mã dọc theo sông Euphrates.

#### Đàm phán hòa bình
Narseh gửi một sứ thần tới chỗ Galerius để cầu xin ông ta trao trả lại vợ và con cái của mình trong khi chiến tranh đang diễn ra, nhưng Galerius đã gạt bỏ ý định này của ông. Các cuộc đàm phán hòa bình nghiêm túc đã được bắt đầu vào mùa xuân năm 299. Viên Magister memoriae (thư ký) Probus Sicorius của Diocletianus và Galerius đã được phái đến chỗ Narseh để thương lượng các điều khoản hòa bình  Các điều kiện của hiệp ước Hòa bình Nisibis là nặng nề.; Armenia sẽ phải quay trở lại dưới sự thống trị của La Mã, với pháo đài Ziatha như là biên giới của nó; Caucasian Iberia sẽ phải trung thành với La Mã dưới quyền một người La Mã được bổ nhiệm; Nisibis, bây giờ nằm dưới sự cai trị của La Mã, sẽ trở thành đầu mối duy nhất cho thương mại giữa Ba Tư và Roma và Roma sẽ tiến hành kiểm soát toàn bộ năm tổng trấn giữa sông Tigris và Armenia: Ingilene, Sophanene 
(Sophene), Arzanene (Aghdznik), Corduene, và Zabdicene (gần Hakkari ngày nay, Thổ Nhĩ Kỳ).
Một dải đất có với một loạt thành trì chiến lược ở Amida (Diyarbakır, Thổ Nhĩ Kỳ) và Bezabde đã quay lại dưới tầm kiểm soát của quân đội La Mã. Với những vùng lãnh thổ thế này, La Mã sẽ có một đồn binh chiến lược ở phía bắc Ctesiphon, và sẽ có thể làm chậm bất kỳ cuộc hành quân của quân đội Ba Tư thông qua khu vực này trong tương lai. Nhiều thành phố phía đông của sông Tigris đã bị La Mã kiểm soát, bao gồm Tigranokert, Saird, Martyropolis, Balalesa, Moxos, Daudia, và Arzan - dù dưới những tình trạng không rõ ràng. Theo kết quả của hiệp ước hòa bình, Tiridates lấy lại cả ngai vàng của mình và toàn bộ yêu cầu bồi thường của tổ tiên của mình. Người La Mã đảm bảo một khu vực ảnh hưởng văn hóa rộng lớn, dẫn đến một truyền bá rộng rãi của nhánh Kitô giáo Syria ở trung tâm Nisibis trong thập kỷ sau, và sau đó là Kitô hóa cả Armenia.

## Các cuộc bức hại tôn giáo

#### Những cuộc bách hại ban đầu
Khi hoà ước được ký kết, Diocletianus và Galerius trở về Antioch ở Syria. Khoảng năm 299, hai Hoàng đế tham gia trong lễ cúng tế và bói toán để dự đoán tương lai. Những thầy bói auspex không thể xem xét bộ lòng của những con vật giết để tế lễ, và đổ tội cho người Ki-tô giáo trong gia đình Hoàng đế. Các Hoàng đế truyền lệnh cho mọi quan viên phải làm lễ tế thần để "tẩy uế" cho cung điện. Hai Hoàng đế gửi thư cho giới chỉ huy quân sự, yêu cầu toàn bộ quân đội hoặc là tổ chức những lễ cúng tế mà hai ông đã đề ra hoặc là bị sa thải. Diocletianus chủ trương bảo thủ về vấn đề tôn giáo, trung kiên với tôn giáo cổ truyền La Mã và am hiểu những yêu cầu thanh trừng tôn giáo, nhưng Eusebius, Lactantius và Constantinus I cho rằng chính Galerius, chứ không phải Diocletianus, mới là người chủ trương thanh trường dữ dội nhất, và là người hưởng lợi lớn nhất từ cuộc thanh trừng. Galerius, thậm chí còn tận tâm và nhiệt huyết hơn Diocletianus, nhận thấy lợi ích chính trị ẩn trong chính sách bách hại. Ông sẵn sàng tuyệt giao với một chính quyền chủ trương bị động về vấn đề này.
Trong các năm 299-302, Diocletianus thường cư trú tại Antioch, trong khi Galerius dời đến những vùng đất mà trước kia Diocletianus trú tại khu vực trung và hạ lưu sông Danube. Ông đã viếng thăm Ai Cập một lần nữa, vào mùa đông năm 301-2, và đã tiến hành một đợt phát chẩn thóc lúa ở Alexandria. Tiếp sau một số cuộc tranh luận công khai với những người theo đạo Mani, Diocletianus ra lệnh rằng những người đứng đầu giáo phái Mani sẽ bị thiêu sống cùng với thánh kinh của họ. Trong một thánh chỉ từ Alexandria vào ngày 31 tháng 3 năm 302, ông tuyên bố rằng những tín đồ Mani giáo có địa vị thấp phải bị xử trảm, và những tín đồ Mani giáo có địa vị cao phải được bị đưa đến làm việc trong các mỏ đá của Proconnesus (Đảo Marmara, Thổ Nhĩ Kỳ) hoặc các mỏ của Phaeno ở phía Nam Palestine. Tất cả các tài sản của các tín đồ Mani giáo đều bị tịch thu và xung vào ngân khố hoàng gia Diocletianus đã tìm thấy nhiều thứ mà ông cảm thấy bị xúc phạm từ đạo Mani: sự mới lạ của nó, nguồn gốc ngoại quốc của nó, cái cách mà nó làm suy đồi đạo đức của giống nòi La Mã, và sự đối lập vốn có của nó đối với truyền thống tôn giáo lâu đời  Đạo Mani cũng nhận được sự ủng hộ bởi người Ba Tư vào thời điểm đó

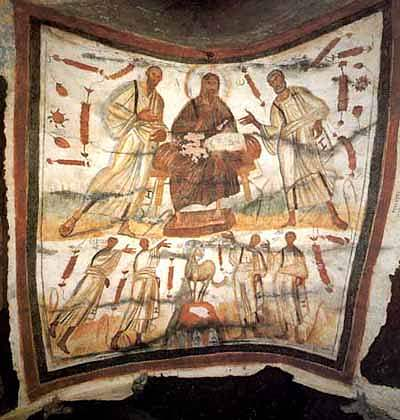
Hầm mộ của hai Thánh Marcellinô và Phêrô trên đường Via Labicana. Chúa Giêsu đứng giữa Phêrô và Phaolô. Hai bên là các thánh tử đạo Gorgonius, Phêrô, Marcellinô, Tiburtius

#### Cuộc đại bức hại
Diocletianus đã quay trở về Antioch vào mùa thu của năm 302. Ông ra lệnh cắt lưỡi vị phó tế Romanus của Caesarea vì đã bất chấp lệnh của triều đình và vì đã làm gián đoạn những nghi thức hiến tế. Romanus sau đó bị tống giam vào tù, và ở đó ông ta đã bị hành quyết vào ngày 17 tháng 11 năm 303. Diocletianus tin rằng Romanus của Caesarea là một kẻ kiêu ngạo, và ông rời bỏ thành phố để tới Nicomedia vào mùa đông, đi cùng với đó là Galerius. Theo Lactantius, Diocletianus và Galerius đã tham gia vào cuộc tranh luận liên quan đến chính sách của đế quốc đối với các tín đồ Kitô giáo, trong khi trú đông tại Nicomedia vào năm 302. Diocletianus lập luận rằng việc loại bỏ các tín đồ Kitô khỏi bộ máy quan liêu và quân đội sẽ là đủ để xoa dịu các vị thần, nhưng Galerius thúc đẩy đến sự triệt tiêu. Hai người cũng đã tìm kiếm những lời khuyên của nhà tiên tri của thần Apollo tại Didyma. Nhà tiên tri trả lời rằng sự bất kính trên trái đất đã cản trở khả năng của thần Apollo ban cho lời khuyên. Nhà hùng biện học Eusebius đã ghi lại rằng nhà tiên tri đã nói "Chính nghĩa trên Trái Đất..."  Sự bất kính này mà Diocletianus được biết từ những gì mà các triều thần bẩm báo lại, chỉ có thể ám chỉ các tín đồ Kitô giáo của đế chế.
Ngày 23 tháng 2 năm 303, Diocletianus ra lệnh rằng nhà thờ mới được xây dựng tại Nicomedia phải bị san bằng. Ông cũng ra lệnh rằng các bản kinh thánh của nó phải bị đốt cháy, và xung vào ngân khố những của cải quý báu của nó. Vào ngày kế tiếp, việc "sắc lệnh chống lại các tín đồ Kitô giáo" đầu tiên của Diocletianus đã được công bố  Sắc lệnh này quy định rằng các bản Kinh Thánh của Kitô giáo và những nơi thờ tự trên khắp đế quốc phải bị phá hủy, và cấm các tín đồ Kitô giáo tụ tập để thờ phụng  Trước khi kết thúc tháng Hai, một đám cháy đã phá hủy một phần của cung điện Hoàng gia. Galerius đã thuyết phục Diocletianus rằng thủ phạm là các tín đồ Kitô giáo, những kẻ đã âm mưu với các hoạn quan của cung điện. Một cuộc điều tra đã được ủy quyền, nhưng cũng không tìm ra được ai là kẻ phải chịu trách nhiệm. Những cuộc hành quyết bừa bãi đã diễn ra tiếp sau đó, và các hoạn quan trong cung điện như Dorotheus và Gorgonius đã bị xử tử. Những vụ hành quyết tiếp tục cho đến khi ít nhất là ngày 24, tháng 4 năm 303, thêm sáu cá nhân khác, bao gồm cả các giám mục Anthimus, đã bị chặt đầu. Một đám cháy thứ hai khác cũng xảy ra sau đám cháy đầu tiên 16 ngày. Galerius đã rời thành phố để đến Rome, và tuyên bố rằng thành Nicomedia không còn an toàn nữa. Diocletianus cũng sẽ sớm theo ông ta
Mặc dù các sắc lệnh bức hại Kitô hữu tiếp tục được tiến hành, điển hình với việc bắt giữ giáo sĩ Kitô giáo và xử tử họ, nhưng các sắc lệnh bức hại họ cuối cùng đều không thành công, hầu hết các Kitô hữu đều trốn thoát khỏi sự truy lùng, và dân ngoại quá nói chung không thông cảm với hành động của ông. Các vị tử đạo chết trong đau khổ đã củng cố quyết tâm của các Kitô hữu. Các hoàng đế Constantius Chlorus và Maximianus đã không áp dụng các sắc lệnh thanh trừng Kitô, và do đó mà các Kitô hữu ở phương Tây không hề hấn gì. Galerius cho hủy bỏ sắc lệnh trong năm 311, thông báo rằng cuộc đàn áp các Kitô hữu nhằm bắt họ cải lại tôn giáo truyền thống đã thất bại.

## Cuối đời

### Lâm bệnh và thoái vị
Diocletianus tiến vào thành phố Roma đầu mùa Đông năm 303. Vào ngày 20 tháng 11 năm ấy, ông cùng với Maximianus tổ chức lễ kỷ niệm 20 năm trị vì của ông (vicennalia), lễ kỷ niệm thứ 10 của Tứ đầu chế (decennalia), và một lễ diễu binh khải hoàn cho cuộc chiến chống Ba Tư. Diocletianus sớm trở nên "khó ở" thành phố này, do thị dân Roma đối đãi với ông theo cách mà Edward Gibbon, tiếp bước Lactantius, gọi là "sự thân mật bừa bãi". Dân chúng Roma không hoàn toàn kính nể uy quyền tối thượng của ông; người ta dự đoán ông sẽ hành xử như một lãnh tụ chuyên quyền, chứ không phải là một vị quân chủ. Vào ngày 20 tháng 12 năm 303, Diocletianus rời bỏ Roma mà về phương Bắc. Thậm chí ông còn không tổ chức các nghi lễ nhậm chức Tổng tài lần thứ 9 cho mình; thay vì đó ông tổ chức ở Ravenna vào ngày 1 tháng 1 năm 304. Có những giả thuyết trong hợp tuyển Panegyrici Latini và sử liệu của Lactantius rằng Diocletianus đã dàn xếp cho sự thoái vị của ông và Maximianus trong tương lai.
Từ Ravenna, Diocletianus tới sông Danube. Tại đây, có lẽ cùng với Galerius, ông tham gia một chiến dịch phạt quân Carpi. Ông đã nhiễm phải một căn bệnh nhỏ trong khi tiến hành chiến dịch, nhưng tình trạng của ông xấu đi một cách nhanh chóng và ông đã lựa chọn cách di chuyển bằng một chiếc kiệu. Vào cuối mùa hè, ông đã rời đến Nicomedia. Ngày 20 tháng 11, ông xuất hiện trước công chúng để khánh thành trường đua bên cạnh cung điện của mình. Ông đã ngã quỵ xuống ngay sau buổi lễ. Trong mùa đông của năm 304-5, ông đã ở lỳ bên trong cung điện của mình suốt thời gian này. Những tin đồn lan truyền khắp thành phố khẳng định rằng cái chết của Diocletianus chỉ đơn thuần được giữ bí mật cho đến khi Galerius có thể đến nơi để nắm lấy quyền lực.
Galerius đã đến thành phố vào cuối tháng ba. Theo Lactantius, ông ta đã đem theo mình các kế hoạch tái thiết chế độ Tứ đầu chế, buộc Diocletianus phải thoái vị, và bổ nhiệm một người phù hợp với ý muốn của ông ta giữ tước vị hoàng đế. Thông qua ép buộc và đe dọa, cuối cùng ông ta đã thuyết phục Diocletianus thực hiện theo kế hoạch của mình. Lactantius cũng tuyên bố rằng ông ta đã làm như vậy với Maximianus tại Sirmium. Vào ngày 1 tháng 5 năm 305, Diocletianus triệu tập hội đồng các tướng lĩnh của ông, cùng với các lực lượng thân cận truyền thống và đại biểu từ các Binh đoàn riêng biệt. Họ gặp nhau ngay tại ngọn đồi cách Nicomedia 5 kilômét (3,1 mi), nơi Diocletianus được tấn phong làm Hoàng đế. Trước pho tượng Jupiter, vị thần hộ mệnh của ông, Diocletianus diễn thuyết trước đám đông. Ông rơi lệ, và nói với mọi người về sự yếu kém, nhu cầu nghỉ ngơi cũng như ý nguyện cáo từ của ông. Ông tuyên bố rằng ông cần phải giao trách nhiệm với Đế quốc cho ai đó mạnh mẽ. Thế là, ông trở thành vị Hoàng đế La Mã đầu tiên tự nguyện từ ngôi.
Phần lớn đám đông nghĩ là họ biết chuyện sẽ xảy ra; Constantinus và Maxentius, những người con trưởng thành duy nhất của các Hoàng đế tại ngôi và đã từ lâu được chuẩn bị cho việc kế vị cha mình, sẽ được tôn làm Caesar. Constantinus đã du hành khắp Palestine như một cánh tay phải của Diocletianus, và có mặt tại cung điện ở Nicomedia vào năm 303 và 305. Hẳn là Maxentius cũng đã được đối đãi như vậy. Theo sử cũ của Lactantius, khi Diocletianus tuyên bố thoái ngôi, toàn bộ đám đông nhìn sang Constantinus. Nhưng rồi, Severus và Maximinus được bầu làm Caesar. Maximinus xuất hiện và giữ lấy áo choàng của Diocletianus. Cùng ngày, Severus nhận được áo choàng của Maximianus ở Milan. Constantius kế vị Maximianus làm Augustus của phía Tây, nhưng Constantinus và Maxentius hoàn toàn bị quên lãng trong việc truyền ngôi. Đó không phải là điềm lành cho sự vững an của hệ thống Tứ đầu chế trong tương lai.

### Ẩn dật và qua đời
Diocletianus rút về nguyên quán của ông, Dalmatia. Ông dời đến Dinh Diocletianus nguy nga, một khu đất rào kín rất kiên cố nằm ở thị trấn Spalatum ven biển Adriatic, và gần trung tâm hành chính lớn của tỉnh Dalmatia - Salona. Phần lớn dinh thự này được bảo tồn cho đến ngày nay và trở thành một di tích lịch sử của thành phố lớn nhất của Dalmatia, Split ngày nay.
Maximianus cáo lui về biệt thự ở Campania hoặc Lucania. Nơi ở của hai ông đều xa cách đời sống chính trị, như Diocletianus và Maximianus vẫn đủ gần để liên lạc thường xuyên với nhau. Galerius nắm giữ cây gậy fasces của Tổng tài vào năm 308 với Diocletianus là cộng sự của mình. Mùa thu năm 308, Galerius lại hội kiến với Diocletianus tại Carnuntum (Petronell-Carnuntum, Áo). Vào ngày 11 tháng 11 năm 308, Diocletianus và Maximianus đều có mặt khi Galerius phong Licinius làm Augustus ở phía Tây thay cho Severus, người đã bị Maxentius giết hại. Ông khuyên Maximianus, người toan tính trở lại nắm quyền sau khi thoái ngôi, nên tránh hẳn Đế quyền. Tại Carnuntum, dân chúng van nài Diocletianus trở lại ngai vàng, để giải quyết những xung độ đã phát sinh từ sự vươn lên quyền lực của Constantinus I và vụ soán ngôi của Maxentius. Tuy nhiên, ông từ chối.
Ông sống thêm ba năm nữa, dành thời gian mà ở các khu vườn trong dinh. Ông chứng kiến hệ thống Tứ đầu chế của ông suy sụp, tan nát do sự hám lợi của những người thừa kế mình. Ông hay tin về lần đòi hỏi ngai vàng thứ ba của Maximianus, vụ bức tử và chiến dịch xóa bỏ ký ức (damnatio memoriae) về ông này. Trong tư dinh của ông, các bức tượng và chân dung của vị đồng Hoàng đế một thời của ông bị giật xuống và phá hủy. Chìm trong tuyệt vọng và bệnh tật, Diocletianus có lẽ đã tự sát. Ông mất ngày 3 tháng 12 năm 311.

## Cải cách

### Chế độ tứ đầu chế và hệ tư tưởng

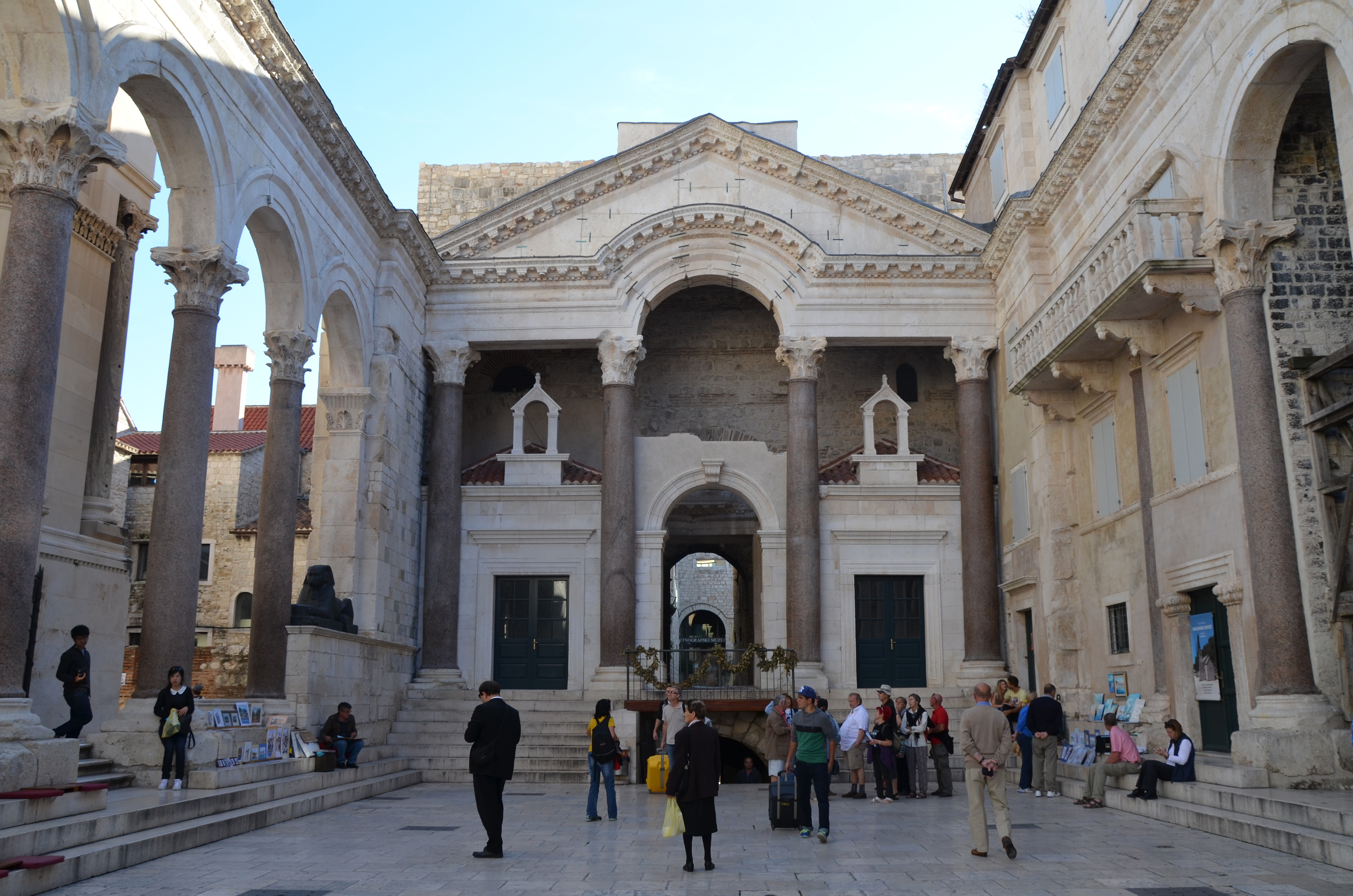
Quang cảnh ngày nay của Dinh Diocletianus gần Salona (ở Split, Croatia)

Diocletianus đã coi những việc làm của mình như là của một người khôi phục, một người được trao trọng trách và có nhiệm vụ là trả lại hòa bình cho đế chế, và thiết lập lại sự ổn định và công lý mà đã bị những kẻ man rợ phá hủy 
Trong chính sách tuyên truyền của đế quốc vào thời kỳ này, lịch sử giai đoạn gần đây đã bị xuyên tạc và giảm thiểu một cách tối đa trong nhằm đề cao chế độ Tetrarch như là " những người khôi phục". Những thành tựu của Aurelianus đã bị bỏ qua, cuộc nổi loạn của Carausius được tính trở lại triều đại của Gallienus, và nó đã ngụ ý rằng chính các Tetrarch đã kiến tạo nên chiến thắng của Aurelianus trước đế chế Palmyra, giai đoạn giữa triều đại của Gallienus và Diocletianus đã bị xóa bỏ một cách hiệu quả. Lịch sử của đế quốc trước khi bắt đầu chế độ Tứ Đầu chế được miêu tả như là một thời kì của các cuộc nội chiến, chế độ chuyên quyền man rợ, và sự sụp đổ đế quốc. Trong những chữ khắc mang tên của họ, Diocletianus và những chiến hữu của ông được gọi là "những người khôi phục của toàn thế giới". những người đã thành công trong việc đánh bại các quốc gia của người man rợ, và củng cố lại sự yên bình cho thế giới của họ ". Diocletianus đã được ca ngợi là "người sáng lập nền hòa bình vĩnh cửu ".
Những thành phố nơi các hoàng đế sống thường xuyên trong giai đoạn này Milan, Trier, Arles, Sirmium, Serdica, Thessaloniki, Nicomedia, và Antioch đã được xem như là thủ đô thay thế của đế quốc, để nhằm loại bỏ Roma và tầng lớp nguyên lão tinh túy của nó Một phong cách thiết triều mới đã được phát triển, nhằm đề cao sự khác biệt của Hoàng đế đối với tất cả những người khác. Các lý tưởng bán cộng hòa của Augustus, primus inter pares, đã bị từ bỏ bởi tất cả các cá nhân trong Tứ đầu chế. Diocletianus đã đội vương miện vàng cùng với đồ trang sức, và cấm sử dụng vải màu tím cho tất cả mọi người, trừ hoàng đế  Cận thần của hoàng đế đã được lệnh phải quỳ gối khi diện kiến ông ta (adoratio), những người may mắn nhất được cho phép có đặc quyền hôn viền áo choàng của ông (proskynesis, προσκύνησις).

### Chính quyền
Để phù hợp với sự chuyển đổi từ hệ tư tưởng của chủ nghĩa cộng hoà thành một hệ tư tưởng chuyên chế, hội đồng cố vấn của Diocletianus, consilium của ông, đã khác biệt so với các vị hoàng đế trước đó. Ông đã công khai vứt bỏ vỏ bọc của Augustus cho chính quyền đế quốc vốn tồn tại như là mối quan hệ cộng tác giữa Hoàng đế, quân đội và nghị viện. Thay vào đó, ông đã xây dựng một bộ máy chính quyền chuyên chế một cách có hiệu quả. Diocletianus đã chỉnh đốn lại triều đình của mình bằng cách phân thành các bộ riêng biệt (scrina) cho các nhiệm vụ khác nhau. Từ cấu trúc này đến cơ quan của các magistri khác nhau, như Magister officiorum, và ban thư ký liên quan. Đây là những người phù hợp để đối phó với kiến nghị, yêu cầu, thư từ, các vấn đề pháp lý, và đối đãi các đại sứ quán ngoại quốc. Trong triều đình Diocletianus duy trì một cơ quan thường trực nhằm tư vấn pháp luật, những người có ảnh hưởng đáng kể trên của ông lại sắp xếp để quản lý các vấn đề pháp lý. Ngoài ra còn có hai bộ trưởng tài chính, giao dịch với các cơ quan riêng biệt nhằm trông coi kho bạc nhà nước và các lĩnh vực tư nhân của hoàng đế thuộc về Pháp quan thái thú, người quan trọng nhất trong số quan lại trong triều. Diocletianus còn cho giảm số quân thuộc về đội Cận vệ Praetoriani của các Pháp quan nhằm làm giảm đi sức mạnh quân sự của họ, nhưng lại cho giữ lại nhiều quyền dân sự. Một thái thú nắm giữ một con số nhân viên lên tới hàng trăm và các vấn đề quản lý trong tất cả các phân đoạn của chính phủ: về thuế, quản lý, luật học, và quân sự đều thuộc về quyền quyết định của pháp quan thái thú và quyền hành của họ thường chỉ đứng sau một người mà trên vạn người.
Nhìn chung, Diocletianus thực hiện một cuộc gia tăng số lượng lớn quan chức phục vụ theo lệnh của chính phủ; Lactantius đã tuyên bố rằng bây giờ có ngày càng nhiều người phải trả tiền thuế nhiều hơn số tiền họ phải trả. Nhà sử học Warren Treadgold ước tính rằng dưới thời Diocletianus, số những người tham gia các dịch vụ dân sự đã tăng gấp đôi từ 15.000 đến 30.000. Nhà cổ điển học Roger Bagnall ước tính rằng ở Ai Cập thì cứ 5-10.000 người thì sẽ có một vị quan và sẽ là con số 400 hoặc 800 quan chức trong tổng số 4 triệu dân (không ai biết dân số của Ai Cập trong năm 300; Strabo vào 300 năm trước đã đưa ra con số 7,5 triệu dân không tính Alexandria). (Để so sánh, tỷ lệ ở Trung Quốc vào thời nhà Tống thì cứ mỗi 15.000 người lại có một vị quan). Jones ước tính rằng vào năm 300 đã có 30.000 quan chức làm việc trong một đế chế có 50-65 triệu cư dân.

## Di sản
Diocletianus được xem là một trong những vị Hoàng đế vĩ đại nhất của La Mã.

### Trích dẫn
1. ↑  Barnes, New Empire, 4.
2. 1 2 3  Barnes, New Empire, 30, 46; Bowman, "Diocletian and the First Tetrarchy" (CAH), 68.
3. 1 2 3  Barnes, "Lactantius and Constantine", 32–35; Barnes, New Empire, 31–32.
4. ↑  Barnes, New Empire, 4. For full imperial titulature, xem: Barnes, New Empire, 17–29.
5. ↑  Born Diocles (tiếng Hy Lạp: Διοκλῆς) and latinized upon his accession to Diocletian ({{subst:Pron-en|ˌdaɪ.ɵˈkliːʃən}}).
6. 1 2 3  Larry S. Krieger, Kenneth Neill, Steven L. Jantzen, World history: perspectives on the past, trang 166
7. 1 2 3  James Wasserman, The Templars and the Assassins: the militia of Heaven, trang 305
8. ↑  Aurelius Victor 39.1; Potter, 648.
9. ↑  Barnes, New Empire, 30; Williams, 237–38; cf. Rees, Diocletian and the Tetrarchy, 86: "We do not even know when he was born..."
10. ↑  Barnes, Constantine and Eusebius, 4; Bowman, "Diocletian and the First Tetrarchy" (CAH), 68; Potter, 280; Williams, 22–23.
11. ↑  Zonaras, 12.31; Southern, 331; Williams, 26.
12. ↑  Mathisen, "Diocletian"; Williams, 26.
13. ↑  SHA, Vita Carini 14–15; Williams, 26.
14. 1 2  Barnes, Constantine and Eusebius, 4.
15. 1 2  Southern, 133.
16. 1 2  Barnes, Constantine and Eusebius, 4; Leadbetter, "Numerianus."
17. ↑  Leadbetter, "Numerianus."
18. ↑  Barnes, Constantine and Eusebius, 4; Leadbetter, "Numerianus"; Odahl, 39; Williams, 35.
19. 1 2 3 4 5  Potter, 280.
20. ↑  Barnes, Constantine and Eusebius, 4; Bowman, "Diocletian and the First Tetrarchy" (CAH), 68; Williams, 35–36.
21. ↑  Barnes, Constantine and Eusebius, 4–5; Odahl, 39–40; Williams, 36–37.
22. ↑  Barnes, Constantine and Eusebius, 4–5; Leadbetter, "Numerian"; Odahl, 39–40; Williams, 37.
23. ↑  SHA, Vita Cari 13, cited in Averil Cameron, The Later Roman Empire (Glasgow: Fontana, 1993), 31.
24. ↑  Corcoran, "Before Constantine", 39.
25. ↑  Barnes, New Empire, 31; Bowman, "Diocletian and the First Tetrarchy" (CAH), 68–69; Potter, 280; Southern, 134; Williams, 37.
26. ↑  Fully, L. Caesonius Ovinius Manlius Rufinianus Bassus.
27. ↑  Barnes, Constantine and Eusebius, 5; Bowman, "Diocletian and the First Tetrarchy" (CAH), 69; Potter, 280; Southern, 134.
28. 1 2  Barnes, Constantine and Eusebius, 5.
29. ↑  Barnes, Constantine and Eusebius, 5; Bowman, "Diocletian and the First Tetrarchy" (CAH), 69; Leadbetter, "Carinus"; Southern, 134–35; Williams, 38. See also Banchich.
30. ↑  Southern, 134–5; Williams, 38.
31. ↑  Barnes, Constantine and Eusebius, 5; Bowman, "Diocletian and the First Tetrarchy" (CAH), 69; Leadbetter, "Carinus."
32. ↑  Bowman, "Diocletian and the First Tetrarchy" (CAH), 69; Potter, 280.
33. ↑  Barnes, Constantine and Eusebius, 5; Odahl, 40; Southern, 135.
34. ↑  Barnes, Constantine and Eusebius, 5; Williams, 37–38.
35. ↑  Potter, 280; Williams, 37.
36. ↑  Barnes, Constantine and Eusebius, 5; Bowman, "Diocletian and the First Tetrarchy" (CAH), 69; Odahl, 40; Williams, 38.
37. ↑  Southern, 135; Williams, 38.
38. ↑  Barnes, Constantine and Eusebius, 5; Bowman, "Diocletian and the First Tetrarchy" (CAH), 69.
39. ↑  Roman Imperial Coinage 5.2.241 no. 203–04; Barnes, Constantine and Eusebius, 5, 287; Barnes, New Empire, 50.
40. ↑  Williams, 41.
41. ↑  Aurelius Victor, De Cesaribus, 37.5, quoted in Carrié & Rousselle, L'Empire Romain, 654
42. ↑  Southern, 135, 331.
43. ↑  Potter, 281.
44. ↑  Barnes, Constantine and Eusebius, 5–6; Bowman, "Diocletian and the First Tetrarchy" (CAH), 69; Barnes, New Empire, 113; Williams, 41–42.
45. ↑  Barnes, "Two Senators," 46; Barnes, Constantine and Eusebius, 5–6; Leadbetter, "Carinus"; Southern, 135; Williams, 41
46. ↑  Leadbetter, "Carinus."
47. ↑  Barnes, "Two Senators," 46; Barnes, Constantine and Eusebius, 5–6; Leadbetter, "Carinus."
48. ↑  Corcoran, "Before Constantine", 40.
49. ↑  Barnes, Constantine and Eusebius, 6; Southern, 136.
50. ↑  Barnes, Constantine and Eusebius, 6; New Empire, 4; Bowman, "Diocletian and the First Tetrarchy" (CAH), 69.
51. ↑  The Roman Empire at Bay, 280–81.
52. ↑  Barnes, Constantine and Eusebius, 6; Barnes, New Empire, 4; Bowman, "Diocletian and the First Tetrarchy" (CAH), 69; Bleckmann; Corcoran, "Before Constantine", 40; Potter, 280–81; Williams, 43–45.
53. ↑  Corcoran, "Before Constantine", 40. See also: Williams, 48–49.
54. ↑  Potter, 280; Southern, 136; Williams, 43.
55. ↑  Bowman, "Diocletian and the First Tetrarchy" (CAH), 70–71; Corcoran, "Before Constantine", 40; Liebeschuetz, 235–52, 240–43; Odahl, 43–44; Williams, 58–59.
56. ↑  Barnes, Constantine and Eusebius, 11–12; Bowman, "Diocletian and the First Tetrarchy" (CAH), 70–71; Corcoran, "Before Constantine", 40; Odahl, 43; Southern, 136–37; Williams, 58.
57. ↑  Barnes, Constantine and Eusebius, 11; Cascio, "The New State of Diocletian and Constantine" (CAH), 172.
58. ↑  Barnes, Constantine and Eusebius, 6; Southern, 137.
59. ↑  Codex Justinianus 4.48.5; Fragmenta Vaticana 297; Barnes, Constantine and Eusebius, 6; Barnes, New Empire, 50; Potter, 281.
60. ↑  Southern, 143; Williams, 52.
61. ↑  Fragmenta Vaticana 275; Barnes, Constantine and Eusebius, 6; Potter, 281, 649.
62. ↑  Panegyrici Latini 8(5)21.1; Barnes, Constantine and Eusebius, 6.
63. ↑  Codex Justinianus 4.10.3; 1.51.1; 5.17.3; Barnes, Constantine and Eusebius, 6; Barnes, New Empire, 50–51; Potter, 281, 649.
64. ↑  Bereishis Rabbah, Ed. Vilna, Parashas Toledos 63:8.
65. ↑  Barnes, Constantine and Eusebius, 6; Millar, 177.
66. ↑  Southern, 242.
67. ↑  Barnes, New Empire, 51; Bowman, "Diocletian and the First Tetrarchy" (CAH), 73.
68. ↑  Barnes, Constantine and Eusebius, 6; Bowman, "Diocletian and the First Tetrarchy" (CAH), 73; Potter, 292, 651; Southern, 143; Williams, 52.
69. ↑  Southern, 242, 360–61.
70. ↑  Bowman, "Diocletian and the First Tetrarchy" (CAH), 73; Millar, 180–81; Southern, 143; Williams, 52.
71. ↑  Barnes, Constantine and Eusebius, 6–7; Bowman, "Diocletian and the First Tetrarchy" (CAH), 70–71; Potter, 283–84; Southern, 137–41; Williams, 45–47.
72. 1 2  Barnes, Constantine and Eusebius, 6–7; Bowman, "Diocletian and the First Tetrarchy" (CAH), 69; Potter, 282; Southern, 141–42; Williams, 47–48.
73. ↑  Corcoran, "Before Constantine", 40; Southern, 142.
74. ↑  Potter, 281; Southern, 142; following De Caesaribus 39.17.
75. ↑  Bowman, "Diocletian and the First Tetrarchy" (CAH), 69; following BGU 4.1090.34.
76. ↑  Barnes, Constantine and Eusebius, 7; Bleckmann; Corcoran, "Before Constantine", 40; Potter, 282; Southern, 141–42; Williams, 48.
77. ↑  Potter, 649.
78. ↑  Potter, 282; Williams, 49.
79. ↑  Southern, 140.
80. ↑  Barnes, Constantine and Eusebius, 7; Bowman, "Diocletian and the First Tetrarchy" (CAH), 71; Corcoran, "Before Constantine", 40.
81. ↑  Rees, Layers of Loyalty, 31; Southern, 142–43; Williams, 50.
82. ↑  Barnes, Constantine and Eusebius, 7; Corcoran, "Before Constantine", 40; Southern, 143.
83. ↑  Barnes, New Empire, 255; Southern, 144.
84. ↑  Williams, 63.
85. ↑  Southern, 144.
86. ↑  Williams, 78.
87. ↑  Codex Justinianus 9.41.9; Barnes, New Empire, 51; Potter, 285, 650.
88. ↑  Codex Justinianus 6.30.6; Barnes, New Empire, 52; Potter, 285, 650.
89. ↑  Barnes, Constantine and Eusebius, 8; Barnes, New Empire, 52; Potter, 285.
90. 1 2  Potter, 285.
91. ↑  Panegyrici Latini 11(3)2.4, 8.1, 11.3–4, 12.2; Barnes, Constantine and Eusebius, 8, 288; Potter, 285, 650; Williams, 56.
92. 1 2  Elsner, Imperial Rome, 73.
93. ↑  Panegyrici Latini 11(3)12, qtd. in Williams, 57.
94. ↑  Barnes, Constantine and Eusebius, 8; Potter, 285, 288.
95. ↑  Barnes, Constantine and Eusebius, 8–9; Barnes, New Empire, 4, 36–37; Potter, 288; Southern, 146; Williams, 64–65.
96. ↑  Barnes, Constantine and Eusebius, 8–9; Barnes, New Empire, 4, 38; Potter, 288; Southern, 146; Williams, 64–65.
97. ↑  Barnes, Constantine and Eusebius, 8–9; Williams, 67.
98. ↑  Southern, 145.
99. ↑  Corcoran, "Before Constantine", 45–46; Williams, 67.
100. ↑  Barnes, Constantine and Eusebius, 8–9.
101. 1 2  Barnes, Constantine and Eusebius, 17–18.
102. ↑  Odahl, 59.
103. ↑  Barnes, Constantine and Eusebius, 17; Williams, 76–77.
104. ↑  Williams, 76.
105. ↑  Barnes, Constantine and Eusebius, 17; Odahl, 59; Southern, 149–50.
106. ↑  Carrie & Rousselle, LEmpire Romain, 163–164
107. ↑  Carrié & Rousselle, L'Empire Romain, 163
108. 1 2 3  Barnes, Constantine and Eusebius, 17.
109. ↑  Barnes, Constantine and Eusebius, 17. See also Southern, 160, 338.
110. ↑  DiMaio, "Domitius".
111. ↑  Barnes, Constantine and Eusebius, 17; DiMaio, "Domitius".
112. ↑  Barnes, Constantine and Eusebius, 17–18; Southern, 150.
113. 1 2  Southern, 150.
114. ↑  Harries, 173.
115. ↑  Potter, 292; Williams, 69.
116. ↑  Ammianus Marcellinus 23.5.11; Barnes, Constantine and Eusebius, 17; Bowman, "Diocletian and the First Tetrarchy" (CAH), 81; " Potter, 292; Southern, 149.
117. ↑  Eutropius 9.24–25; Barnes, Constantine and Eusebius, 17; Bowman, "Diocletian and the First Tetrarchy" (CAH), 81; Millar, 177–78.
118. ↑  Potter, 652.
119. ↑  Eutropius 9.24–25; Theophanes, anno 5793; Barnes, Constantine and Eusebius, 17; Bowman, "Diocletian and the First Tetrarchy" (CAH), 81; Potter, 292–93.
120. ↑  Rees, Diocletian and the Tetrarchy, 14.
121. ↑  Rees, Diocletian and the Tetrarchy, 14; Southern, 151.
122. ↑  Barnes, Constantine and Eusebius, 18; Bowman, "Diocletian and the First Tetrarchy" (CAH), 81; Millar, 178.
123. ↑  Millar, 178; Potter, Roman Empire at Bay, 293.
124. ↑  Bowman, "Diocletian and the First Tetrarchy" (CAH), 81.
125. ↑  Lactantius, De Mortibus Persecutorum 9.6.
126. ↑  Severus to Constantine, 151, 335–36.
127. ↑  Barnes, Constantine and Eusebius, 18; Potter, 293.
128. ↑  Barnes, Constantine and Eusebius, 18; Millar, 178.
129. 1 2 3  Barnes, Constantine and Eusebius, 18.
130. 1 2 3  Potter, 293.
131. 1 2  Millar, 178.
132. ↑  Southern, 151.
133. ↑  Lactantius, De Mortibus Persecutorum 10.1–5; Barnes, "Sossianus Hierocles", 245; Barnes, Constantine and Eusebius, 18–19; Burgess, "Date of the Persecution", 157–58; Helgeland, "Christians and the Roman Army", 159; Liebeschuetz, 246–8; Odahl, 65.
134. ↑  Barnes, Constantine and Eusebius, 20; Corcoran, "Before Constantine", 51; Odahl, 54–56, 62.
135. ↑  Lactantius, De Mortibus Persecutorum 10.6, 31.1; Eusebius, Historia Ecclesiastica 8, a1, 3; Constantine, Oratio ad Coetum Sanctum 22; Barnes, Constantine and Eusebius, 19, 294.
136. 1 2  Barnes, Constantine and Eusebius, 19.
137. ↑  Barnes, New Empire, 49; Carrié & Roussele, L'Empire Romain, 163–164
138. ↑  Inscriptiones Latinae Selectae 660; Barnes, Constantine and Eusebius, 20.
139. ↑  Lactantius, De Mortibus Persecutorum 33.1; Barnes, Constantine and Eusebius, 20; Williams, 83–84.
140. ↑  Barnes, Constantine and Eusebius, 20–21.
141. ↑  Lactantius, De Mortibus Persecutorum 10.6–11; Barnes, Constantine and Eusebius, 21; Odahl, 67.
142. ↑  Eusebius, Vita Constantini 2.50.
143. ↑  Barnes, Constantine and Eusebius, 22; Odahl, 67–69; Potter, 337; Southern, 168.
144. ↑  Barnes, Constantine and Eusebius, 22; Williams, 176.
145. ↑  Barnes, Constantine and Eusebius, 22; Liebeschuetz, 249–50.
146. 1 2  Barnes, Constantine and Eusebius, 24; Southern, 168.
147. 1 2  Barnes, Constantine and Eusebius, 24.
148. ↑  Barnes, Constantine and Eusebius, 23–24.
149. ↑  Treadgold, 25.
150. ↑  Southern, 168.
151. ↑  Barnes, Constantine and Eusebius, 39.
152. ↑  Gibbon, Decline and Fall, I, 153 and 712, note 92
153. 1 2  Potter, 341.
154. ↑  Barnes, Constantine and Eusebius, 24–25.
155. ↑  Lactantius, De Mortibus Persecutorum 18.1–7; Barnes, Constantine and Eusebius, 25; Southern, 152.
156. ↑  Barnes, Constantine and Eusebius, 25–27; Lenski, "Reign of Constantine," 60; Odahl, 69–72; Potter, 341–42.
157. ↑  Barnes, Constantine and Eusebius, 25–26.
158. ↑  Lactantius, De Mortibus Persecutorum 19.2–6; Barnes, Constantine and Eusebius, 26; Potter, 342.
159. ↑  Lenski, "Reign of Constantine," 60–61; Odahl, 72–74; Southern, 152–53.
160. ↑  Barnes, Constantine and Eusebius, 27; Southern, 152.
161. ↑  Southern, 152.
162. ↑  Barnes, Constantine and Eusebius, 31–32; Lenski, 65; Odahl, 90.
163. ↑  Aurelius Victor, Liber de Caesaribus 39.6.
164. ↑  Barnes, Constantine and Eusebius, 41.
165. ↑  Potter, 294–95.
166. ↑  Potter, 296–98.
167. ↑  Inscriptiones Latinae Selectae 617, qtd. in Potter, 296.
168. ↑  Inscriptiones Latinae Selectae 641, qtd. in Potter, 296.
169. ↑  Inscriptiones Latinae Selectae 618, qtd. in Potter, 296. See also Millar, 182, on Tetrarchic triumphalism in the Near East.
170. ↑  Corcoran, "Before Constantine", 44–45.
171. ↑  Corcoran, "Before Constantine", 43; Potter, 290.
172. ↑  Cascio, "The New State of Diocletian and Constantine" (CAH), 171–72; Corcoran, "Before Constantine", 43; Liebeschuetz, 235–52, 240–43.
173. ↑  Southern, 162–63.
174. ↑  Southern, 162–63; Williams, 110.
175. ↑  Williams, 110.
176. ↑  Lactantius, De Mortibus Persecutorum 7.3, cited in Cascio, "The New State of Diocletian and Constantine" (CAH), 173.
177. ↑  Treadgold, A History of the Byzantine State and Society, 19.